# لی هه

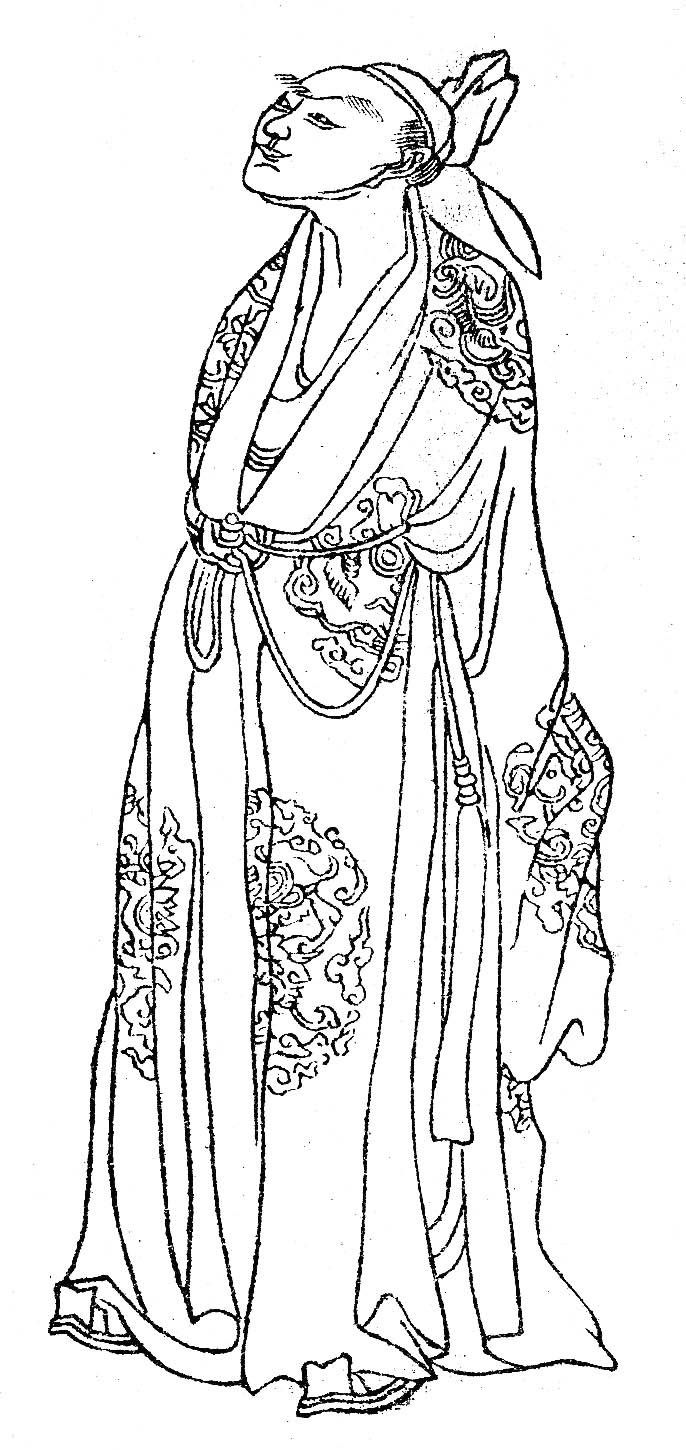
لی هه

لی هه(چینی:李賀) شاعر درباری چینی در اواخر عصر امپراتوری تانگ بود؛ او شاعری خیالباف بود. او از دوستان توفو بود. تومو بر مجموعه اشعار او دیباچه نوشت و لی شانگ یین زندگینامه او را تهیه کرد.